# Malacological Society of London
La Malacological Society of London (Société malacologique de Londres) est une société savante fondée le 27 février 1893 dont les buts sont la recherche et l’enseignement de l’étude des mollusques, à la fois dans ses aspects appliqués ou purs.
La société publie le Journal of Molluscan Studies et The Malacologist